# Бабин-вицувитен
Бабин-вицувитен (Babine, Babine-Witsuwit’en, Babine Carrier, Northern Carrier, Witsuwit’en) — атабаскский язык, на котором говорят народы бабин, проживающий в населённых пунктах озёр Бабин и Такла (диалект бабин), и вицувитен, который проживает в населённых пунктах и отрезках озера Бёрнс (диалект вицувитен) штата Британская Колумбия в Канаде. Также эти 2 народа говорят на английском языке. Бабин-вицувитен часто называют как северный кэрриер или западный кэрриер.
Алфавит на основе латинского: a, b, c, c', d, dz, e, ë, g, gg, gh, gw, h, i, ï, k, k', kh, kw, kw', l, lh, m, n, o, p, s, t, t', ts, ts', tl, tl', u, w, wh, y, yh, z, '.